# Praksidika (luna)
Praksidika (grško Πραξιδίκη: Praksidíka) je Jupitrov naravni satelit (luna). Spada med  nepravilne lune z retrogradnim gibanjem. Je članica Anankine skupine Jupitrovih lun, ki krožijo okoli Jupitra v razdalji od 19,3 do 22,7 Gm in imajo naklon tira okoli 150°. 
Luno Praksidika je leta 2000 odkrila skupina astronomov, ki jo je vodil Scott S. Sheppard  z Univerze Havajev. Prvotno so jo označili kot S/2003 J 7. Znana je tudi kot Jupiter XXVII. Ime je dobila po Praksidiki  iz grške mitologije.
Luna Praksidika  ima premer okoli 7 km in obkroža Jupiter v povprečni razdalji 20,824,000 km. Obkroži ga v 613,904  dneh  po krožnici z veliko izsrednostjo, ki ima naklon tira okoli 144° (glede na ekliptiko) oziroma 143 ° (glede na ekvator Jupitra). 
Verjetno je ostanek asteroida, ki je razpadel
Njena gostota je ocenjena na 2,6 g/cm3, kar kaže, da je sestavljena iz kamnin. 
Luna izgleda siva (barvni indeks je B-V = 0,77, R-V= 0,34). Po drugih lastnostih je podobna asteroidom tipa C , ki so izredno temni. Njen navidezni sij je 21,2 m.